# Boss (álbum de Magik Markers)
Boss es un álbum de estudio de la banda de noise rock Magik Markers, lanzado el 25 de septiembre de 2007 por Ecstatic Peace!. Es su segundo lanzamiento con dicha discográfica, el primero siendo I Trust My Guitar, Etc., de 2005. Una versión en vinilo fue lanzada por Arbitrary Signs.

## Lista de canciones
1. "Axis Mundi" - 6:23
2. "Body Rot" - 2:19
3. "Last of the Lemach Line" - 8:59
4. "Empty Bottles" - 4:32
5. "Taste" - 4:21
6. "Four/The Ballad of Harry Angstrom" - 5:22
7. "Pat Garrett" - 4:08
8. "Bad Dream/Hartford's Beat Suite" - 4:12
9. "Circle" - 3:15